# Сенат Бельгії
Сенат (нід. Senaat, фр. Le Sénat, нім. Der Senat) — одна з двох палат федерального парламенту Бельгії. Є верхньою палатою парламенту, тоді як Палата представників — нижня палата. І сенат, і палата представників засідають в одному і тому ж будинку, відомому, як Палац Нації. Саме тут свого часу проходив Національний конгрес, що проголосив в 1830 році незалежність від Нідерландів. Сенат, як і весь федеральний парламент був заснований в 1831.